# Mihai Frățilă
Mihai Frățilă (n. 10 decembrie 1970, Alba Iulia) este un cleric român unit, episcop eparhial al Eparhiei „Sfântul Vasile cel Mare” de București.
A fost ales episcop la 20 iunie 2007 de sinodul Bisericii Române Unite cu Roma și confirmat de papa Benedict al XVI-lea la 27 octombrie 2007. A fost hirotonit episcop în data de 16 decembrie 2007, în Catedrala Sfânta Treime din Blaj.
Instalarea oficială în Biserica "Sf. Vasile cel Mare" din București a avut loc în data de 4 mai 2008, în cadrul unei ceremonii la care au participat peste 2.000 de persoane.
La 29 mai 2014, episcopul Mihai Frățilă a fost transferat din funcția de episcop titular de Nove și auxiliar de Alba Iulia și Făgăraș, în cea de episcop eparhial al noii Eparhii „Sfântul Vasile cel Mare” de București.”